# 河内長野市立滝畑ふるさと文化財の森センター

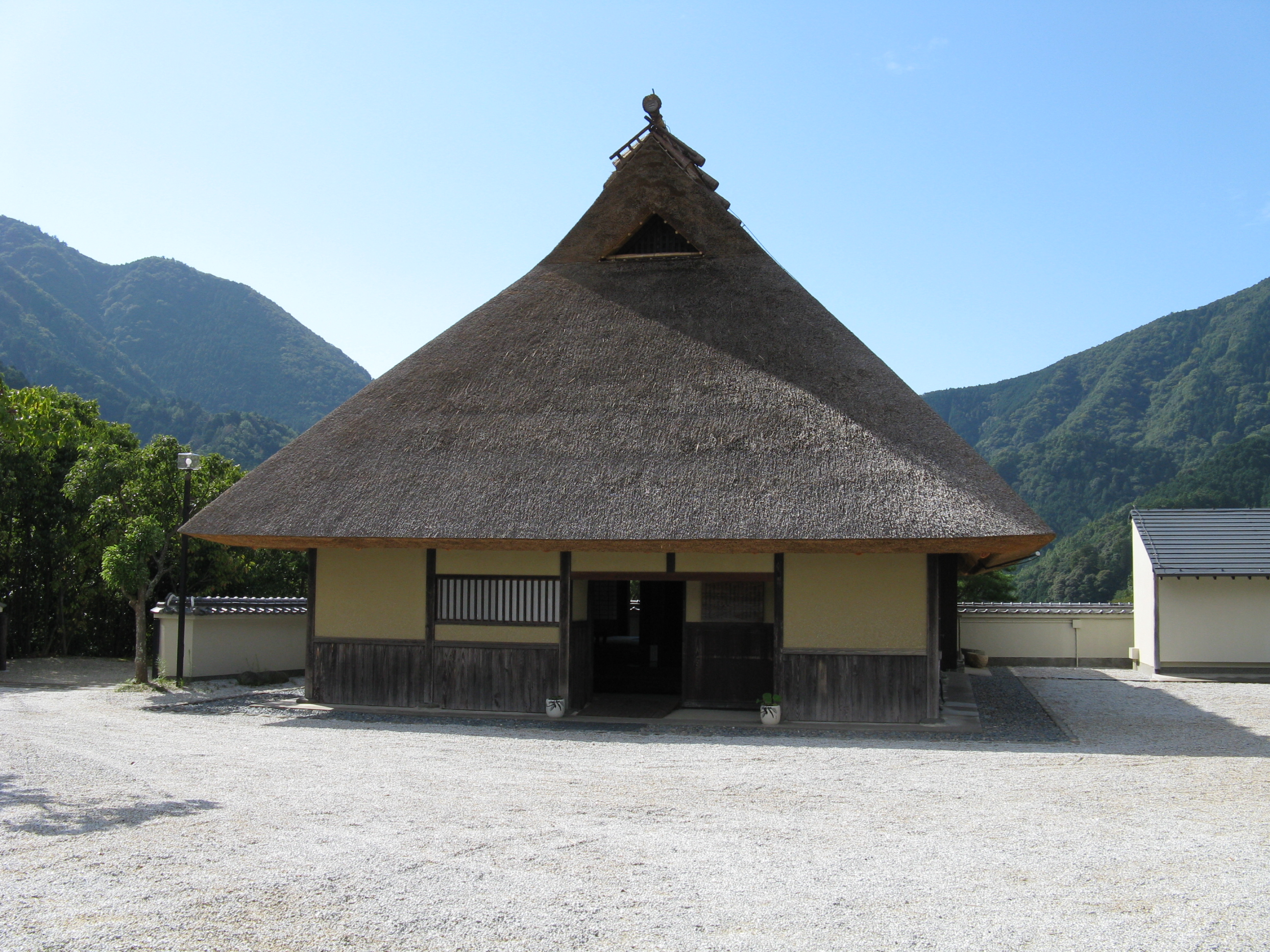
河内長野市立滝畑ふるさと文化財の森センターの茅葺屋根の民家

河内長野市立滝畑ふるさと文化財の森センター（かわちながのしりつたきはたふるさとぶんかざいのもりセンター）とは、滝畑（大阪府河内長野市）の文化財の保存、展示を主とした施設である。旧称は河内長野市立滝畑民俗資料館で、2007年5月1日より現名称。2010年4月1日、青少年活動センターを統合。
国宝・重要文化財の建造物の保存修理には、檜皮・茅・漆などの植物性素材が不可欠である。現代において、檜皮・茅・漆などは文化財建造物以外の一般建築において用いられることは皆無となり、高品位材どころか国産資材を調達することが困難となっている。同様の傾向のある、大径木材、希少木材、い草などを含め、文化庁ではこれらの産地を「ふるさと文化財の森」として設定し、管理育成を支援しつつ、修理の際に情報提供ができるようにすることで、保存修理での資材の安定的な確保を目指している。
河内長野市では、観心寺境内林【檜皮】、金剛寺境内林【檜皮】、岩湧山茅場【茅】、千石谷ヒノキ林【檜皮】の４地区が「ふるさと文化財の森」に設定されている。

## 施設
- 茅葺屋根の民家（実際の民家を復元）
- 展示室（農具、炭焼道具、美術工芸品、神社仏閣の調査・修理情報などが展示されている）
- 護郷の鐘（1694年）、当時の庄屋が地元の寺に寄進した鐘楼）
- 不食供養碑（ふじきくようひ）

## 交通アクセス・料金
- 大阪府道61号堺かつらぎ線・滝畑ダムからさらに上流へ約1km。
- 南海高野線・近鉄長野線 河内長野駅より日野・滝畑コミュニティバスに乗車し、「滝畑ふるさと文化財の森センター前」で下車、徒歩7分。
- 入場料無料。